# Опанасів
Опана́сів — село в Україні, у Калитянській селищній територіальній громаді Броварського району Київської області. Населення становить 196 осіб. Розташоване за 55 км від межі Києва та за 64 км від центру столиці.
1762 року деревня Опанасовъ перейшла за спадком від Юхима Дарагана синові Василю, пізніше — сестрі того, Катерині Галаган. 1781 року въ деревнѣ Хуторѣ Опанасовом налічувались 24 хати. 
За даними на 1859 рік у власницькому хуторі Апанасів (Апанасівка) Остерського повіту Чернігівської губернії мешкало 264 особи (138 чоловічої статі та 126 — жіночої), налічувалось 34 дворових господарства.
На мапі Шуберта 1869 року та на мапі Стрільбицького 1871 року село показано як Апонасовка.
З 1803 по 1923 роки входило до складу Остерського повіту Чернігівської губернії (1803—1866 — 2-й стан, 1866—1923 — Семиполківська волость). З 1923 по 1924 роки — Семиполківський, з 1924 по 1930 роки — Великодимерський район, Київська округа, з 1930 по 1937 роки — Київська міська рада, з 1937 - 1941 і з 1943 року і донині — Броварський район.
Село Опанасів має пряме транспортне сполучення із районним центром Броварами та Києвом. Тричі на день виконується рейс автобусного маршруту Київ-Опанасів.

## Виноски
1. ↑  Очерки, замѣтки и документы по исторіи Малороссіи. Ал. Лазаревскаго. Т. II. Кіевъ, 1895. — с. 6.
2. ↑  В. І. Новгородцов. Описи Київського намісництва 70-80 років XVIII ст. — Київ, 1989. — с. 96.
3. ↑  рос. дореф. Черниговская губернія. Списокъ населенныхъ мѣстъ по свѣдѣніямъ 1864 года, томъ XLIII. Изданъ Центральнымъ статистическимъ комитетомъ Министерства Внутренних Дѣлъ. СанктПетербургъ. 1866 — LXI + 196 с., (код 2636)
4. ↑  Трехверстная военная топографическая карта Российской империи, лист 22-9. http://etomesto.ru/shubert/

| Україна | Це незавершена стаття з географії України. Ви можете допомогти проєкту, виправивши або дописавши її. |